# Digesgårds naturreservat
Digesgård är ett naturreservat i Morups socken i Falkenbergs kommun i Halland. Det har en yta på 14,2 hektar och är skyddat sedan 2001. Det består i huvudsak av havsstrandängar.